# Bandeira de Salgueiro (Pernambuco)
A bandeira é um dos símbolos oficiais do município de Salgueiro (Pernambuco).

## Descrição
A bandeira do município é bastante semelhante à de Pernambuco. Em formato retangular, é dividida na horizontal pelas cores azul e branco, que representam o céu e a paz da cidade, respectivamente. Na parte superior existem nove estrelas menores, que representam a Câmara de Vereadores, e a estrela central, que representa o Poder Executivo. A parte inferior contém uma cruz na cor vermelha, que representa a fé do povo salgueirense; junto da cruz, aparece um ramo de salgueiro, árvore que dá o nome ao município e remete à sua origem. A bandeira é de autoria de José Cunha Barros (Zé Pintor) e oficializada pela lei nº 10/85 de 2 de abril de 1985.